# Гамбузия
Гамбузията (Gambusia affinis) е вид сладководна риба от семейство Пецилиеви (Poeciliidae). Нейният родствен вид, Gambusia holbrooki, също е известна под това име.
В Сочи е изграден паметник на рибата гамбузия, която е изкуствено развъдена и освобождава Черноморското крайбрежие от маларийния комар в началото на 20-и век.

## Хабитат
Местният ареал на рибата гамбузия е от южните части на Илинойс и Индиана, от река Мисисипи и нейните притоци, до крайбрежието на Персийския залив в североизточните части на Мексико. Среща се най-изобилно в плитки води, защитени от по-големи риби. Рибите гамбузия могат да оцелеят в относително негостоприемна среда и са устойчиви на ниски концентрации на кислород, високи концентрации на сол (до два пъти повече от морската вода) и температури до 42 °C за кратки периоди. Поради тяхната забележителна адаптивност към суровите условия и глобалното им въвеждане в много местообитания за контрол на комарите, те са описани като най-разпространените сладководни риби в света. Някои от техните естествени хищници включват синьохрила риба-луна (Bluegill), сомоподобни (Catfish) и костур. В направено проучване за съотношението на индивиди предпочитащи откритата вода към плитката вода средно 99% от рибата е останала в плитка вода, когато хищниците са били там.